# Хомяк Штольцмана
Хомяк Штольцмана (Ichthyomys stolzmanni) — это вид грызунов из рода рыбоядных хомяков (Ichthyomys) семейства Cricetidae.

## Типовое местонахождения и ареал
Перу, департамент Хунин, Чанчамайо, недалеко от Тармы, 923 м.
Этот вид известен из одного местонахождения на востоке Эквадора и четырёх местонахождений в Перу, расположенных в
высота от 2800 до 3400 м. В Эквадоре (восточные предгорья Анд) этот вид встречается в Напо, Рио
Напо. В Перу этот вид встречается в Аякучо, Аризоне, Багресито, Вишонго, Рио Понакочас; Хунин, Чанчамайо. Для этого может быть дополнительная запись.
виды из южного Эквадора, однако это требует подтверждения.

## Этимология
Вид описан в честь Яна Штольцмана, польского зоолога, который посетил Перу впервые в 1871 году, а затем коллектировал там с 1875 по 1883 год. Олдфилд Томас писал о нём, как об «одном из самых известных и наиболее успешных Перуанских коллекторов, первооткрывателе многих новых млекопитающих».

## Таксономия
Таксономия и распространение рассмотрены Voss (1988), который сохранил Ichthyomys stolzmanni orientalis Anthony, 1923 в качестве подвида. Встречается в Эквадоре и Перу.

## Образ жизни
Считается, что этот вид ведет ночной образ жизни и ведет полуводный образ жизни и был обнаружен на высоте от 900 до 1700 м. Исследование, проведенное в 2010 году, показывает, что он стал вредителем на местных рыбных фермах.